# 城市電訊
城市電訊（香港）有限公司（英文：City Telecom（Hong Kong）Limited，英文縮寫：CTI，中文簡稱城市電訊或城電），是香港的電訊公司之一，於1992年由王維基及張子建創辦。

## 背景
在當時，香港的固網電話服務由香港電訊（現電訊盈科）壟斷，國際長途電話服務相當昂貴，CTI以較便宜的價錢推出國際直接撥號服務，開始了固網通訊的競爭。1997年，CTI在香港聯合交易所上市，1999年也在美國納斯達克指數中掛牌上市。城市電訊目前是香港第二大國際電訊服務供應商。除IDD1666外，CTI也成立子公司香港寬頻，提供IDD0030、家居電話、寬頻上網服務、電視、2b電話等服務。2012年城市電訊出售其在香港和加拿大的長途電話服務，以及香港寬頻互聯網服務於私募股權投資公司CVC Capital Partners後；CTI易名為香港電視網絡，並將其業務重點轉為發展多媒體業務，當中包括製作、銷售及分銷廣東話電視劇集、新聞節目（包括其現時香港寬頻bbTV新聞台）及其他電視內容。多媒體業務亦會包括在香港提供免費電視節目服務。

## 歷史
1992年5月城市電訊（香港）有限公司在香港正式成立，同年9月推出888國際電話卡服務。1993年6月在美國紐約水牛城設立交換中心。1997年8月於香港聯合交易所上市。1998年11月，成為首間於香港獲ISR話音服務牌照的公司，1999年11月，以美國預託證券形式於美國納斯達克市場上市。2000年2月城市電訊之附屬公司香港寬頻網絡有限公司取得香港無線固網服務牌照。同年3月，香港寬頻推出寬頻互聯網服務。2003年8月，香港寬頻推出收費電視服務，電視服務命名為「香港寬頻電視」。2005年5月香港寬頻將IP電視服務命名為「香港寬頻數碼電視」2007年5月，香港寬頻革新旗下IP電視服務並改名為「香港寬頻bbTV」。2008年1月，香港寬頻率先於公共屋邨提供免費WiFi服務。2009年8月香港寬頻增設13間「光纖專門店」。2010年2月香港寬頻勘察南極海洋及生物環境。2012年董事會建議將公司英文名稱由「City Telecom（Hong Kong）Limited」更改為「Hong Kong Television Network Limited」，而公司中文名稱則由「城市電訊（香港）有限公司」更改為「香港電視網絡有限公司」，該公司曾向香港政府申請免費電視牌照，希望成為繼TVB及ATV後之第三間免費電視台，但其申請最終卻於2013年10月15日，遭香港行政長官及行政會議否決。

## 市場影響
1990年代初，城市電訊以長途電話服務，挑戰當時壟斷市場的香港電訊，並間接促成於1995年香港電訊市場的開放。1997年城電更成功藉提供的回撥服務將公司上市。
1999年，城市電訊掀起長途電話市場減價戰，其他電訊商跟隨減價，令IDD收費大幅下降，當時CTI「殺價超人」形象更深入民心。

## 進軍電視業界

### 申請免費電視牌照
2009年，香港政府開放免費電視市場。城市電訊有意進軍電視界，於是於2009年12月31日以「城市電訊」名義宣佈申請免費電視牌照。城市電訊及後於2010年開始招攬人員籌備開台，於同年內招攬了140名藝員和180名創作及幕後製作人員，及計劃於2013年前擴充至1,760名員工。另外，王維基表示將會耗資6億港元於將軍澳工業邨環保大道興建電視及多媒體製作中心，於2012年2月24日動工，預計於2014年落成。該製作中心將會提供逾30萬平方呎的總樓面面積，設有8個錄影廠房（當中包括1個號稱全香港最大型的多用途錄影廠）、3個劇集錄影廠、1個新聞廠及3個普通錄影廠。

### 成立「香港媒體製作有限公司」
2010年8月，城市電訊成立「香港媒體製作有限公司」，以協助處理進軍電視界的相關事務，當中包括與藝人簽訂合約。

### 成立電視部
2012年2月，城市電訊成立「城市電訊電視部」，以協助進行進軍電視界的宣傳活動。「城市電訊電視部」於10個月內多次在網上發放城市電訊電視台之宣傳片，以及舉行了一次大型活動。

### 出售電訊相關業務
2012年4月11日，城市電訊宣布以50.1億港元將其在香港和加拿大的長途電話服務，及香港寬頻互聯網服務在內的資產和中國大陸的熱線中心服務和客戶支援服務業務；給由私募股權投資公司CVC Capital Partners控制的公司Metropolitan Light Co。出售事項後，城市電訊的業務重點將為發展多媒體業務，當中包括製作、銷售及分銷廣東話電視劇集、新聞節目（包括其現時香港寬頻bbTV新聞製作）及其他電視內容。多媒體業務亦會包括在香港提供免費電視節目服務。

### 易名為「香港電視網絡有限公司」
2012年12月4日，城市電訊舉行節目試映禮，並於會上公佈公司將會改名為「香港電視網絡有限公司」（香港電視網絡、香港電視或港視）。此名同時會成為香港媒體製作的電視台名稱。城市電訊後來於2013年1月10日正式更名為「香港電視網絡有限公司」，並於同月28日起將於聯交所買賣之股份簡稱改為「HKTV」。

### 申請失敗
2013年10月15日，港府舉行記者會宣佈，香港電視網絡的免費電視牌照申請不獲行政會議接納。

## 外部連結
- 城市電訊